# HD 221776
HD 221776 är en dubbelstjärna belägen i den mellersta delen av stjärnbilden Andromeda. Den har en kombinerad genomsnittlig skenbar magnitud av ca 6,18 och är mycket svagt synlig för blotta ögat där ljusföroreningar ej förekommer. Baserat på parallax enligt Gaia Data Release 2 på ca 4,0 mas, beräknas den befinna sig på ett avstånd på ca 810 ljusår (ca 248 parsek) från solen. Den rör sig närmare solen med en heliocentrisk radialhastighet på ca -14 km/s.

## Egenskaper
HD 221776 är en orange till röd jättestjärna av spektralklass K5 III. Den har en radie som är ca 29 solradier och har ca 450 gånger solens utstrålning av energi från dess fotosfär vid en genomsnittlig effektiv temperatur av ca 3 800 K. Överskott av infraröd strålning har observerats kring stjärnan, vilket tyder på att den omges av en stoftskiva.
En följeslagare av magnitud 11,8 ligger med en vinkelseparation av 19,8 bågsekunder vid en positionsvinkel av 329°, år 2002. Dess avstånd, mätt med parallax, är emellertid mycket större än primärstjärnans avstånd.